# 이오시프 시클로프스키
이오시프 사무일로비치 슈클롭스키(때로는 조지프, 요시프, 슈클롭스키, 슈클로프스키로 음역; 러시아어: Ио́сиф Самуи́лович Шкло́вский; 1916년 7월 1일 – 1985년 3월 3일)는 소련의 천문학자이자 천체물리학자였다. 그는 이론 천체물리학 및 다른 주제에 대한 그의 연구와 외계생명에 관한 1962년 저서로 기억되며, 이 책의 개정 및 확장판은 1966년 미국 천문학자 칼 세이건과 공동 저술한 《우주 속 지적 생명체》이다.
그는 1960년에 레닌상을, 1972년에 브루스 메달을 수상했다. 소행성 2849 슈클롭스키와 슈클롭스키 분화구(화성의 위성 포보스에 있음)는 그의 이름을 따서 명명되었다. 그는 1966년부터 소련 과학 아카데미의 통신 회원이었다.

## 초기 생애
슈클롭스키는 러시아 제국의 우크라이나 지역에 있는 도시인 흘루히우에서 가난한 우크라이나 유대인 가정에서 태어났다. 7년제 중등 학교를 졸업한 후 그는 바이칼 아무르 본선 건설 현장에서 현장 감독으로 일했다. 1933년 슈클롭스키는 모스크바 국립 대학교의 물리-수학 학부에 입학했다.
그곳에서 그는 1938년까지 공부했으며, 그 후 슈테른베르크 주립 천문 연구소의 천체물리학과에서 대학원 과정을 수료하고 평생 동안 그 연구소에서 일했다. 그는 68세의 나이로 모스크바에서 사망했다.

## 연구
그는 이론 천체물리학과 전파천문학뿐만 아니라 태양의 코로나, 초신성 및 우주선 (물리)와 그 기원에 전문화되었다. 그는 1946년에 태양의 전파 복사가 코로나의 이온화된 층에서 방출된다는 것을 보여주었고, 우리 은하에서 열적 전파와 비열적 전파를 구별하는 수학적 방법을 개발했다. 그는 특히 게 성운의 복사가 비정상적으로 에너지가 넘치는 전자가 자기장을 빛의 속도에 가깝게 휘젓는 싱크로트론 방사 때문이라고 제안한 것으로 유명하다. 슈클롭스키는 태양으로부터 300광년 이내의 초신성 폭발로 인한 우주선이 지구 생명체의 일부 대량 멸종의 원인이 될 수 있다고 제안했다.
1959년 슈클롭스키는 화성의 내위성 포보스의 궤도 운동을 조사했다. 그는 궤도가 감쇠하고 있다고 결론을 내렸고, 이 감쇠가 화성 대기와의 마찰에 기인한다고 가정하면 위성은 예외적으로 낮은 밀도를 가져야 한다고 언급했다. 이 맥락에서 그는 포보스가 속이 비어 있고 인공적인 기원일 수 있다는 제안을 내놓았다. 이 해석은 이후 더 자세한 연구를 통해 반박되었지만, 외계생명 개입의 명백한 제안은 대중의 상상력을 사로잡았고, 슈클롭스키가 이 아이디어를 얼마나 진지하게 받아들였는지에 대해서는 약간의 의견 불일치가 있다. 그러나 슈클롭스키와 칼 세이건은 초기 역사 시대에 외계인과의 "고고접촉"을 진지하게 고려하고, 그러한 접촉의 증거를 찾기 위해 신화와 종교적 전승을 조사할 것을 주장했다.

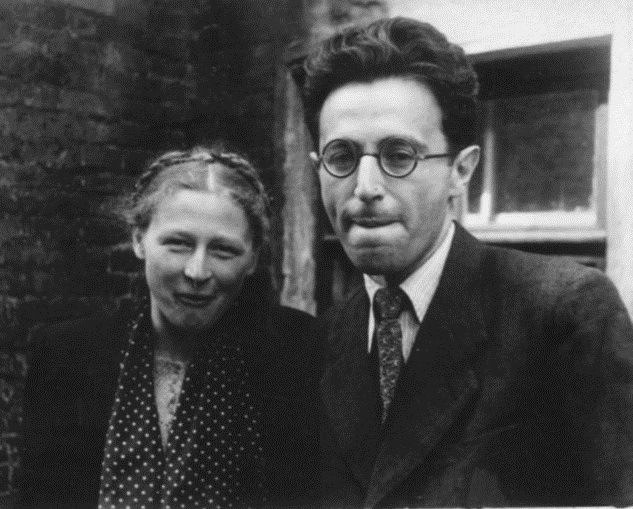
1950년대 동료 천문학자 인나 시체르비나-사모일로바와 슈클롭스키. 슈클롭스키는 시체르비나-사모일로바의 번역 작품들을 여러 권 편집했다.

그의 1962년 저서 Вселенная, жизнь, разум (우주, 생명, 지능)은 1966년에 미국 천문학자 칼 세이건과 공동 저자로 확장 및 재발행되어 《우주 속 지적 생명체》(1966)라는 제목으로 출간되었다. 이는 이 분야에 대한 최초의 포괄적인 논의였다. 이 책은 주제의 생물학적 문제뿐만 아니라 천문학적 문제도 다루었으며, 슈클롭스키와 세이건이 번갈아 가며 단락을 작성하는 독특한 형식으로 두 사람 사이의 깊은 상호 존중을 보여주었고 타협 없이 자신들의 견해를 표현할 수 있게 해주었다.
1967년, 펄사 발견 이전에 슈클롭스키는 전갈자리 X-1의 X선 및 광학 관측을 조사하여 복사가 강착하는 중성자별에서 나온다는 것을 정확히 결론지었다.

## 인용문
1965년 9월호 소비에트 라이프에서 그는 인류의 미래 전망에 대해 다음과 같이 진술했다.
발전하는 문명은 심각한 위기를 맞이하며 그 중 하나는 치명적일 수 있다. 우리는 이미 몇 가지 그러한 심각한 (상황)을 알고 있다.
(a) 열핵 재앙 또는 예측할 수 없고 통제할 수 없는 결과를 초래할 수 있는 다른 발견으로 인한 자멸.
(b) 유전적 위험.
(c) 정보의 과잉 생산.
(d) 개인의 뇌 용량 제한으로 인한 과도한 전문화와 그에 따른 퇴보의 위험.
(e) 인공 지능 생명체의 창조로 인한 위기.

## 개인 생활
그의 회고록 《달까지 보드카 병 50억 개: 소련 과학자의 이야기》는 1991년 W.W. Norton & Co.에서 사후 출간되었다.
《달까지 보드카 병 50억 개》에서 슈클롭스키는 1959년 코넬 대학교 동료 주세페 코코니와 함께 네이처 지에 현대 외계 생명 탐사의 시작을 알린 논문을 공동 저술한 필립 모리슨을 방문하여 그러한 문제들을 논의했던 것을 회상했다. 소련의 반유대주의에 대해 비통했던 그는 외계 생명 탐사 분야의 5명의 선구자들인 코코니, 모리슨, 코넬 대학교의 프랭크 드레이크(1961년 오즈마 계획과 드레이크 방정식의) 그리고 세이건, 슈클롭스키 중에서 슈클롭스키는 세이건과 자신이 유대인 정체성을 공유하고 있음을 잘 알고 있었다. 실제로 세이건의 유대인 혈통 역시 우크라이나 유대인이었다.
그는 날카로운 재치와 극도로 호감 가는 성격으로 유명했다. 캘리포니아 대학교 버클리 천문학과 동료들은 1970년대 그의 방문을 따뜻하게 기억한다. 그의 《우주 속 지적 생명체》로 잘 알려진 그는 한 대학원생으로부터 UFO 목격이 소련에서 미국만큼 흔한지 질문을 받았다. "아니요," 그는 대답했다. "이 분야에서는 미국인들이 우리보다 훨씬 앞서 있습니다."

## 저서 목록
- I.S. 슈클롭스키: Cosmic Radio Waves, Cambridge, Harvard University Press, 1960
- I.S. 슈클롭스키: Вселенная, жизнь, разум (영어: Universe, Life, Intelligence), Moscow, USSR Academy of Sciences Publisher, 1962
  - 이 책의 개정 및 확장된 영어 번역본은 칼 세이건과 공동 저술하여 1966년 Intelligent Life in the Universe라는 제목으로 처음 출판되었으며, 가장 최근의 재판본 중 하나는 1998년 Emerson-Adams Press에서 출판되었다 (ISBN 1-892803-02-X)
- I.S. 슈클롭스키: Physics of the Solar Corona, Pergamon Press, Oxford, UK, 1965
- I.S. 슈클롭스키: Supernovae, New York: Wiley, 1968
- I.S. 슈클롭스키: Stars: Their Birth, Life, Death, San Francisco, 1978, ISBN 0-7167-0024-7
- I.S. 슈클롭스키: Five Billion Vodka Bottles to the Moon: Tales of a Soviet Scientist, W.W. Norton & Company, 1991.